# 納傑日季涅 (普里阿佐夫西克區)
46°41′50″N 35°26′9″E / 46.69722°N 35.43583°E
納傑日季涅（烏克蘭語：Надеждине）是位於烏克蘭東南部的村莊，由扎波羅熱州梅利托波爾區的亞歷山德里夫卡市鎮負責管轄。該村處於傑克利尼亞河畔，始建於1861年，面積1.2平方公里，海拔高度11米，2001年人口494。